# Chaetocnema duvivieri
Chaetocnema duvivieri (лат.) — вид жуков-листоедов рода Chaetocnema трибы земляные блошки из подсемейства козявок (Galerucinae, Chrysomelidae). 

## Распространение
Встречаются в Юго-восточной Азии (Индия, Китай, Мьянма).

## Описание
Длина 2,40—2,65 мм, ширина 1,30—1,40 мм. От близких видов отличается комбинацией следующих признаков: крупными размерами, формой эдеагуса и переднеспинки (соотношение ширины к длине 1,05—1,10). Переднеспинка и надкрылья гладкие, бронзоватые с зеленоватым отливом. Голова и дорзум гладкие и блестящие. Фронтолатеральная борозда присутствует. Антенномеры усиков желтовато-коричневые (А1-11), ноги желтовато-коричневые. Голова гипогнатная (ротовые органы направлены вниз). Надкрылья покрыты несколькими рядами (6—8) многочисленных мелких точек — пунктур. Бока надкрылий выпуклые. Второй и третий вентриты слиты. Средние и задние голени с выемкой на наружной стороне перед вершиной. Переднеспинка без базальной бороздки. Вид был впервые описан в 1892 году немецким энтомологом Мартином Якоби (1842–1874) по материалам из Бирмы, а его валидный статус был подтверждён в ходе ревизии, проведённой в 2019 году в ходе ревизии ориентальной фауны рода Chaetocnema, которую провели энтомологи Александр Константинов (Systematic Entomology Laboratory, USDA, c/o Smithsonian Institution, National Museum of Natural History, Вашингтон, США) и его коллеги из Китая (Ruan Y., Yang X., Zhang M.) и Индии (Prathapan K. D.).